# 1930 en Suisse
Chronologie de la Suisse
- 1926
- 1927
- 1928
- 1929
- 1930
- 1931
- 1932
- 1933
- 1934

Chronologie de la Suisse
1929 en Suisse - 1930 en Suisse - 1931 en Suisse

## Gouvernement au1erjanvier 1930
- Conseil fédéral[1]:
  - Jean-Marie Musy PDC, président de la Confédération
  - Heinrich Häberlin PRD, vice-président de la Confédération
  - Giuseppe Motta PDC
  - Edmund Schulthess PRD
  - Marcel Pilet-Golaz PRD
  - Rudolf Minger UDC
  - Albert Meyer PRD

## Évènements

### Janvier
Mardi 7 janvier 
- Début des IIèmes Jeux mondiaux universitaires d’hiver à Davos (GR), avec la participation d’étudiants provenant de 15 nations.

 Mercredi 8 janvier 
- Le pilote Walter Mittelholzer est le premier à survoler le Kilimandjaro.

 Samedi 18 janvier 
- Premier numéro de l’hebdomadaire catholique L’Echo illustré.

 Lundi 20 janvier 
- Le Conseil fédéral invite les autorités cantonales à ne plus autoriser le parcage des voitures sur la place Fédérale à Berne.

 Dimanche 26 janvier 
- Championnats du monde de bob à Caux (VD).

### Février
Samedi 1er février 
- Première course de ski du Lauberhorn à Wengen (BE).

 Lundi 17 février 
- Ouverture à Genève de la Conférence préliminaire en vue d'une action économique concertée, sous l’égide de Société des Nations.

### Mars
Mercredi 5 mars 
- Le Conseil national approuve le Code pénal suisse.

 Vendredi 7 mars 
- Décès à Lausanne, à l’âge de 70 ans, du journaliste et traducteur Auguste Reymond.

 Jeudi 13 mars 
- Une bagarre entre communistes et socialistes survient au Grand Conseil de (Bâle-Ville), à la suite d'un débat concernant une grève dans une entreprise de la ville.

 Mercredi 19 mars 
- Décès à Paris, à l’âge de 21 ans, du peintre Andreas Walser.

### Avril
Dimanche 6 avril 
- Votations fédérales. Le peuple approuve, par 494 248 oui (60,6 %) contre 321 641 non (39,4 %), la révision constitutionnelle confiant à la Confédération la régulation fiscale et commerciale des alcools distillés.
- Décès à Porrentruy (JU), à l’âge de 77 ans, du paléontologue Frédéric-Louis Koby.

### Mai
Samedi 10 mai 
- Décès à Lausanne, à l’âge de 70 ans, d’Henri Blanc, professeur de zoologie et d’anatomie.

 Jeudi 15 mai 
- Ouverture à Bâle, de la Banque des règlements internationaux.

 Dimanche 25 mai 
- Le Servette FC s’adjuge, pour la sixième fois de son histoire, le titre de champion de Suisse de football.

### Juin
Mercredi 4 juin 
- Le Conseil national décide l’extension de l'aviation militaire.

 Dimanche 22 juin 
- Voyage inaugural du premier train direct reliant directement Zermatt (VS) à Saint-Moritz (GR).

 Mercredi 25 juin 
- Séance de pugilat au Conseil national. Lors de la discussion sur la contrebande de l’opium, le conservateur Dolfuss gifle le communiste Bringolf qui l’avait traité de menteur.

 Samedi 28 juin 
- Inauguration du stade des Charmilles à Genève.

 Lundi 30 juin 
- Inauguration d’une ligne d’hydravion entre Lausanne et Évian-les-Bains (France).

### Juillet
Samedi 12 juillet 
- Offensive hivernale avec des chutes de neige jusqu’à 1 000 mètres d’altitude. Au Jungfraujoch (BE), on mesure entre 20 et 30 centimètres de neige fraîche.

 Mardi 15 juillet 
- Mise en service du nouveau billet de 20 francs à l’effigie de Pestalozzi.

 Dimanche 27 juillet 
- Décès à Zurich, à l’âge de 88 ans, de l’architecte Alfred Friedrich Bluntschli.

### Août
Samedi 2 août 
- L’hydravion assurant la liaison Lausanne-Évian-les-Bains s’abime dans le Lac Léman. Deux passagers perdent la vie et le service est abandonné.

### Septembre
Samedi 6 septembre 
- Décès à Lugano, à l'âge de 98 ans, du naturaliste et explorateur Georges Claraz.

 Lundi 8 septembre 
- Mise en service de l’émetteur local de Radio-Bâle, dans les locaux de l’Institut de physique de l’université.

 Dimanche 28 septembre 
- Fondation à Aarau de la VESKA, association suisse des établissements hospitaliers, dans le but d’assurer la promotion des hôpitaux, cliniques et établissements médicaux-sociaux.

### Octobre
Samedi 4 octobre 
- Promulgation de la Loi sur le commerce itinérant exigeant des personnes exerçant cette activité la possession d’une carte de légitimation.

 Dimanche 12 octobre 
- L’aérostat LZ 127 Graf Zeppelin se pose en Suisse, à Bâle, puis à Berne.

### Novembre
Jeudi 6 novembre 
- Décès à Berne, à l’âge de 66 ans, du peintre Adolf Wölfli.

### Décembre
Lundi 1er décembre 
- Lors du Recensement fédéral, la Suisse compte 4 067 394 habitants.

 Samedi 13 décembre 
- Création au Palais des Beaux-Arts de Bruxelles de la Symphonie des Psaumes, d’Igor Stravinsky, sous la direction d’Ernest Ansermet.